# Іро Лабасте
Іро Лабасте (фр. Hiro Labaste, нар. 5 січня 1973) — таїтянський футболіст, який грав на позиції нападника в клубі «Тамарії» та національній збірній Таїті.

## Футбольна кар'єра
Іро Лабасте розпочав виступи на футбольних полях у 1991 році в складі таїтянського клубу «Тамарії», у складі якого провів усю кар'єру футболіста, та закінчив виступи на футбольних полях у складі клубу «Тамарії» в 2008 році.
У 1992 році Лабасте дебютував у складі національної збірної Таїті. У складі збірної футболіст був учасником 3 Кубків націй ОФК — кубка націй ОФК 1996 року, на якому збірна Таїті зайняла друге місце, кубка націй ОФК 1998 року та кубка націй ОФК 2004 року. У складі збірної грав до 2004 року, загалом провів у її складі 10 матчів, у яких відзначився 2 забитими голами.